# 請山
請山（うけやま）は、近世日本の山野・森林の利用形態。対象や性質によってその内容は異なっている。

## 概要
一言で「請山」と言っても、性質や形態によって様々な内容が伴う。
- 寺社を含めた領主所有の山林を支配下の村や家臣・特定の個人などに一定期間貸与したもの。留木と称される領主が利用する有用樹を除いた雑木・下草を採取を認め、大体として銭米や薪炭を徴収したり、有用樹の植栽・保護・管理義務を行わせた。また、有用樹であっても領主の許可を得て一定価格で払い下げられる場合もあった。
- 入会地である山林を持つ村が、それを持たない村に対して一定の条件（期限・採取量・料金）の下に入会としての利用を認めること。通常、一定の期限が定められた山林を請山と称し、期限を定めないものは卸山（おろしやま）もしくは定請山・永請山と称した。
- 山の所有者が業者に対して一定の期間とその期間に納めるべき運上額を定めて経営を請負わせること。材木業者の山林伐採や鉱山師の鉱山経営などがその典型例で、請負山・運上山とも称した。